# Маршал, Джон, барон Хингэм
Джон V Маршал (англ. John Marshal; умер в 1282) — английский барон, маршал Ирландии, сын Уильяма I Маршала и Элизабет де Феррерс. Происходил из побочной ветви англо-нормандского рода Маршалов. Его отец погиб во время Второй баронской войны, сражаясь на стороне мятежных баронов, но Джону, который в момент гибели отца был малолетним, удалось избежать конфискации владений. В 1282 году принял участие в военной экспедиции короля Эдуарда I в Уэльс, но умер в этом же году, оставив малолетнего сына.

## Происхождение
Джон происходил из побочной линии англо-нормандского рода Маршалов, родоначальником которого был Гилберт Маршал, главный маршал королевского двора Генриха I Боклерка. Самым известным представителем рода был Уильям Маршал, 1-й граф Пембрук, который прославился многочисленными победами на рыцарских турнирах. Он верно служил нескольким королям Англии, в награду за это он получил руку богатой английской наследницы и титул графа Пембрука. Старшим братом Уильяма был Джон II Маршал, сенешаль будущего короля Иоанна Безземельного (в бытность того графом Мортоном), который погиб во время мятежа графа Мортона против короля Ричарда I Львиное Сердце.
У Джона II остался незаконнорожденный сын Джон III Маршал, который выдвинулся благодаря поддержке дяди, Уильяма Маршала, и благосклонности короля Иоанна. Сохранив верность королю в Первой баронской войне, он получил немало пожалований. Также Джон III женился на Алисе де Ри, дочери и наследнице Хьюберта IV де Ри из Хингэма (Хокеринг) в Восточной Англии, что принесло ему баронию Хокеринг. Он оставил двух сыновей: старший умер бездетным, поэтому наследником владений стал второй сын, Уильям. Он женился на Элизабет де Феррерс, происходившей из знатного английского рода Феррерсов. Он была дочерью Уильяма де Феррерса, 5-го графа Дерби, и Маргарет де Квинси.

## Биография
Джон был единственным известным сыном Уильяма Маршала и Элизабет Феррерс. Он родился около 1255/1256 года. Его отец погиб в 1265 году во время Второй баронской войны, сражаясь на стороне мятежных баронов. Джон в это время был малолетним. Поскольку его отец был мятежником, то его владения должны были конфисковать, но благодаря вмешательству Уильяма де Сэя Джон получил королевское прощение за мятеж Уильяма Маршала и ему было разрешено сохранить отцовское наследство.
Мать Джона, Элизабет Феррерс, после смерти мужа вышла замуж вторично за валлийского князя Давида ап Грифида. Она получила под управление поместье Фоулшем в Норфолке, но позже её муж договорился с Джоном об обмене его на поместье Нортон в Нортгемптоншире.
В 1267 году умерла Маргарита де Ри, мать Уильяма Маршала и бабушка Джона, в результате чего Джон унаследовал баронию Хингэма (Хокеринг) в Восточной Англии.
Джон был признан совершеннолетним в 1278 году, получив под управления свои владения и наследственную должность маршала Ирландии. В 1282 году он принял участие в организованной королём Эдуардом I {военной кампании по завоеванию Уэльса, но умер в том же году.
Единственный сын Джона, Уильям II Маршал, был в момент смерти отца малолетним, поэтому над ним была установлена опека. Его опекуном стал Джон де Богун, младший сын Хамфри Богуна, 2-го графа Херефорда, заплативший за это право королю 2,5 тысячи марок

## Брак и дети
Жена: Хафиза, дочь Джона. Дети:
- Уильям II Маршал (29 сентября 1277 — 24 июня 1314), маршал Ирландии, 1-й барон Маршал с 1309[3].
- Перронелла Маршал; муж: с 1304 Томас де Вер (1280/1284 — 1328/1329)[3].